# Game no Kanzume Vol. 2
Game no Kanzume Vol. 2 (ゲームのかんづめ Vol．2), également connu sous le nom Sega Games Can Vol. 2, est une compilation de plusieurs jeux vidéo sortie le 18 mars 1994 sur Mega-CD. Le jeu a été édité par Sega. Il sort en même temps que Game no Kanzume Vol. 1.

## Contenu
La compilation contient plusieurs mini-jeux :
- 16 Ton
- Awogue: Hero in the Sky
- Doki Doki Penguin Land MD
- Fatal Labyrinth
- Medal City
- Phantasy Star 2: Anne's Adventure
- Phantasy Star 2: Kind's Adventure
- Phantasy Star 2: Nei's Adventure
- Phantasy Star 2: Rudger's Adventure
- Putter Golf
- Robot Battler
- Teddy Boy Blues

Les Phantasy Star 2 sont des jeux d'aventure textuels.